# Mario César Ramírez
Mario César Ramírez Estigarribia (Limpio, 25 maggio 1965) è un ex calciatore paraguaiano, di ruolo difensore.

## Caratteristiche tecniche
Giocava come difensore centrale.

## Carriera

### Club
Dopo gli inizi nella natìa Limpio, trascorsi giocando nelle giovanili di 1º de Mayo e Fulgencio Yegros, firmò per il Sol de América, debuttando in massima serie paraguaiana. Con la formazione dalla maglia blu vinse un titolo nazionale (1986) e ottenne un secondo posto (1988). Ebbe poi una breve esperienza in Argentina, al Deportivo Mandiyú: nella stagione 1988-1989 scese in campo 8 volte, segnando 1 gol. Tornato in patria, venne acquistato dall'Olimpia: al suo primo anno al club vince due titoli (Supercoppa Sudamericana e Coppa Libertadores), disputando da titolare le finali di Supercoppa Sudamericana, Coppa Libertadores, Coppa Interamericana e Coppa Intercontinentale. Ramírez si affermò come uno dei migliori elementi dell'Olimpia, giocando con continuità. Nel 1992 disputò la doppia finale di Coppa CONMEBOL, persa contro l'Atlético Mineiro. Nel 1995 venne ceduto al Veracruz, in Messico: disputò due stagioni, ma un problema con la dirigenza del club lo tenne lontano dai campi per quasi 3 anni. Nel 1998 tornò in patria, allo Sportivo Luqueño: giocò poi con vari altri club paraguaiani.

### Nazionale
Esordì in Nazionale il 12 marzo 1989 contro la Giamaica. Giocò diverse gare tra il marzo e il maggio di quell'anno; fu poi convocato per la Copa América 1993. Debuttò il 18 giugno contro il Cile, affiancando Celso Ayala al centro della difesa. Giocò poi contro Perù (21 giugno), Brasile (24 giugno) e ai quarti di finale con l'Ecuador (26 giugno); in quest'ultimo incontro realizzò un autogol.

## Palmarès

### Club

#### Competizioni nazionali
- Campionato paraguaiano: 2

Sol de América: 1986
Olimpia: 1993
- Torneo República: 1

Olimpia: 1992

#### Competizioni internazionali
- Coppa Libertadores: 1

Olimpia: 1990
- Supercoppa Sudamericana: 1

Olimpia: 1990
- Recopa Sudamericana: 1

Olimpia: 1991